# Хайнрих Фридрих фон Льовенщайн-Вертхайм-Вирнебург
Хайнрих Фридрих фон Льовенщайн-Вертхайм-Вирнебург (на немски: Heinrich Friedrich von Löwenstein-Wertheim-Virneburg; * 13 февруари 1682, Льовенщайн; † 31 март 1721, Вертхайм) от фамилията Вителсбахи, е граф на Льовенщайн-Вертхайм-Вирнебург (1683 – 1721).
Линията Льовенщайн-Вертхайм е създадена от пфалцграф и курфюрст Фридрих I фон Пфалц († 1476), който дава графството Льовенщайн на морганатичния си син Лудвиг I (1463 – 1523) и той основава княжеската фамилия Льовенщайн-Вертхайм, която още съществува.

## Живот
Той е единственият син на граф Фридрих Еберхард фон Льовенщайн-Вертхайм-Вирнебург (1629 – 1683) и втората му съпруга графиня Сузана София Луиза фон Хоенлое-Валденбург (1648 – 1691), дъщеря на граф Волфганг Фридрих фон Хоенлое-Валденбург (1617 – 1658) и Ева Кристина фон Хоенлое-Лангенбург (1621 – 1681).
Хайнрих Фридрих се жени на 7 май 1703 г. в Оберзонтхайм за графиня Амьона София Фридерика цу Лимпург (* 24 август 1684; † 20 февруари 1746), дъщеря на граф Фолрат Шенк фон Лимпург (1641 – 1713) и София Елеонора фон Лимпург-Гайлдорф (1655 – 1722). От брака им се раждат 15 деца.
Хайнрих Фридрих умира на 31 март 1721 г. на 39 години. Петте му синове са с равни права графове на Льовенщайн-Вертхайм-Вирнебург. Внуците му са издигнати на 19 ноември 1812 г. от баварския крал Максимилиан I Йозеф Баварски на князе на „Льовенщайн-Вертхайм-Вирнебург“, от 1812/1813 г. на „Льовенщайн-Вертхайм-Фройденберг“.

## Деца
Хайнрих Фридрих и Амьона София Фридерика цу Лимпург имат децата:
- дете (1704 – 1704)
- Йохан Лудвиг Фолрат (* 14 април 1705, Вертхайм; † 4 февруари 1790, Вертхайм), граф на Льовенщайн-а-Вирнебург (1721 – 1790), женен на 7 декември 1738 г. в Бургфарнбах за графиня графиня Фридерика Шарлота Вилхелмина фон Ербах-Ербах (* 6 юли 1722; † 29 декември 1786)
- Фридрих Лудвиг (* 14 март 1706, Вертхайм; † 2 януари 1796, Вертхайм), женен I. на 5 ноември 1738 г. в Ербах за графиня София Кристина Албертина фон Ербах-Ербах (* 5 ноември 1716; † 15 декември 1741), II. на 13 юни 1743 г. в Асенхайм за графиня София Луиза Кристиана фон Золмс-Рьоделхайм (* 31 декември 1709; † 17 януари 1773)
- Кристиан Лудвиг (* 24 септември 1707, Оберзонтхайм; † 23 август 1725, Гисен)
- София Амьона (* 29 април 1709, Оберзонтхайм; † 4 септември 1713, Вертхайм)
- Франц Хайнрих (* 28 април 1710, Вертхайм; † 5 септември 1713, Вертхайм)
- София Луиза (* 23 май 1711, Вертхайм; † 1 април 1712, Вертхайм)
- Карл Лудвиг (* 29 септември 1712, Вертхайм; † 26 март 1779, Вертхайм), женен на 28 юни 1742 г. в Прага за фрайин Анна Шарлота Дейм-Щритец (* 22 януари 1722; † 28 декември 1783)
- Йохан Филип (* 28 август 1713, Вертхайм; † 12 април 1757, Вертхайм), женен на 12 юли 1743 г. в Маркт-Айнерсхайм за графиня София Хенриета Фридерика фон Шьонбург-Валденбург (* 4 юли 1718; † 12 април 1757)
- Вилхелм Хайнрих (* 23 септември 1715, Вертхайм; † 7 октомври 1773, Вертхайм), женен 1751 г. във Вертхайм за фрайин Анна Мария Констанца фон Вилсон-Валдгон (* 1729, Прага; † 22 март 1804, Вюрцбург)
- Кристиана Шарлота (* 21 ноември 1716, Вертхайм; † 13 юни 1717, Вертхайм)
- дете (1717 – 1717)
- Амьона София Фридерика (* 23 май 1718, Вертхайм; † 6 март 1779, Ландеге), омъжена 1751 г. в Зомерхаузен ам Майн за граф Бертрам Филип Сигизмунд Алберт фон Гронсфелд-Дипенбройк (* 19 ноември 1715; † 15 ноември 1772)
- Каролина Кристиана (* 7 август 1719, Вертхайм; † 6 април 1793, Бургфарнбах), омъжена на 10 юни 1737 г. във Вертхайм за граф Кристиан Вилхелм Карл фон Пюклер, фрайхер фон Гродиц (* 8 декември 1705; † 10 февруари 1786)
- Георг Филип (* 31 август 1720, Вертхайм; † 31 януари 1739, Париж)